# Jorge Russek
Jorge Russek (né le 4 janvier 1932 à Guaymas, Sonora au Mexique, mort le 30 juillet 1998) est un acteur mexicain.
En 1989, il a reçu l'Ariel d'argent du meilleur second rôle pour Los Camaroneros.

Il est décédé d'une crise cardiaque.

## Filmographie
- 1958 : La Odalisca No. 13 de Fernando Cortés
- 1958 : Villa!! de James B. Clark
- 1959 : La vida de Agustín Lara d'Alejandro Galindo
- 1959 : La Última lucha de Julián Soler (non crédité)
- 1960 : Dos locos en escena d'Agustín P. Delgado
- 1961 : ¡Mis abuelitas... no más! de Mauricio de la Serna
- 1961 : Amor a balazo limpio de Benito Alazraki
- 1962 : Espiritismo de Benito Alazraki
- 1962 : Los Amigos Maravilla de Ramón Peón
- 1962 : Los Pistoleros de Benito Alazraki
- 1962 : ¡En peligro de muerte! de René Cardona
- 1963 : El Monstruo de los volcanes de Jaime Salvador
- 1963 : Cuando los hijos se pierden de Mauricio de la Serna
- 1963 : Los Amigos Maravilla en el mundo de la aventura de Ramón Peón
- 1963 : Las Vengadoras enmascaradas de Federico Curiel (sous le nom de Jorge Rusek)
- 1963 : Entre bala y bala de Juan José Ortega
- 1963 : La Garra del leopardo de Jaime Salvador
- 1963 : Agente XU 777 de Miguel M. Delgado
- 1964 : Nos dicen los intocables de Jaime Salvador
- 1964 : La Banda del fantasma negro de Jaime Salvador
- 1964 : El Rostro de la muerte de Jaime Salvador
- 1964 : El Padrecito de Miguel M. Delgado
- 1965 : El Texano d'Alfredo B. Crevenna
- 1965 : Nos lleva la tristeza de Jaime Salvador
- 1965 : El Último cartucho de Zacarías Gómez Urquiza
- 1965 : El Pueblo fantasma d'Alfredo B. Crevenna
- 1965 : El Padre Diablo de Julián Soler
- 1965 : Las Lobas del ring de René Cardona
- 1965 : La loba de Rafael Baledón
- 1965 : Aquella Rosita Alvírez de René Cardona (sous le nom de Jorge Rusek)
- 1965 : El Tigre de Guanajuato: Leyenda de venganza de Rafael Baledón
- 1965 : ¡Ay, Jalisco no te rajes! de Miguel Morayta
- 1965 : La Maldición del oro de Jaime Salvador et Tito Novaro
- 1965 : Los Sheriffs de la frontera de René Cardona
- 1965 : El Hijo de Gabino Barrera de René Cardona
- 1966 : El Jinete justiciero en retando a la muerte de René Cardona
- 1966 : El Fugitivo d'Emilio Gómez Muriel
- 1966 : Alma Grande de Chano Urueta
- 1966 : Los Cuatro Juanes de Miguel Zacarías
- 1966 : La Frontera sin ley de Jaime Salvador
- 1966 : 'Gatillo Veloz' en 'Los Malditos' de Jaime Salvador et Tito Novaro
- 1966 : El Hijo del diablo de Zacarías Gómez Urquiza
- 1966 : El Comandante Furia de Zacarías Gómez Urquiza
- 1966 : Sólo para tí d'Icaro Cisneros
- 1966 : Vuelve el Texano d'Alfredo B. Crevenna
- 1966 : El Mexicano de René Cardona
- 1966 : La Mano de Dios de Jaime Salvador
- 1966 : Rage de Gilberto Gazcón
- 1966 : Jinetes de la llanura d'Alberto Mariscal
- 1967 : Pedro Páramo de Carlos Velo
- 1967 : La Vuelta del Mexicano de René Cardona
- 1967 : Alma Grande en el desierto de Rogelio A. González
- 1967 : El Asesino se embarca de Miguel M. Delgado
- 1967 : Sept secondes en enfer (Hour of the Gun) de John Sturges (non crédité)
- 1968 : Pax? de Wolf Rilla
- 1968 : El Escapulario de Servando González
- 1968 : La Ley del gavilán de Jaime Salvador
- 1968 : Caballo prieto azabache de René Cardona
- 1968 : La Bataille de San Sebastian d'Henri Verneuil
- 1968 : Lucio Vázquez de René Cardona et Tito Novaro
- 1968 : Valentín de la Sierra de René Cardona
- 1969 : Lauro Puñales de René Cardona
- 1969 : El Hombre de negro de Raúl de Anda
- 1969 : Tout pour rien (Todo por nada) d'Alberto Mariscal : Allen Lucero
- 1969 : La Horde sauvage (The Wild Bunch) de Sam Peckinpah
- 1969 : Butch Cassidy et le Kid (Butch Cassidy and the Sundance Kid) de George Roy Hill (non crédité)
- 1970 : Soldat bleu (Soldier Blue) de Ralph Nelson
- 1970 : Su precio... unos dólares de Raúl de Anda hijo
- 1970 : Alguien nos quiere matar de Carlos Velo
- 1971 : Siete muertes para el Texano de René Cardona
- 1971 : La Mula de Cullen Baker de René Cardona
- 1972 : Tacos al carbón d'Alejandro Galindo
- 1972 : La Colère de Dieu (The Wrath of God) de Ralph Nelson
- 1972 : La Nuit des mille chats (La Noche de los mil gatos) de René Cardona Jr.
- 1972 : Manuel Saldivar, el Texano de René Cardona
- 1972 : Indio de Rodolfo de Anda
- 1972 : Chasseurs de primes (Los indomables) d'Alberto Mariscal : shérif Holden
- 1973 : Pat Garrett et Billy le Kid (Pat Garrett & Billy the Kid) de Sam Peckinpah
- 1973 : Carne de horca de Julio Aldama
- 1973 : Adios, amor... d'Abel Salazar
- 1973 : ¡Quiero vivir mi vida! de Raúl de Anda hijo
- 1974 : Los Doce Malditos de Toni Sbert
- 1974 : Apportez-moi la tête d'Alfredo Garcia (Bring Me the Head of Alfredo Garcia) de Sam Peckinpah
- 1974 : Pistolero del diablo de Rubén Galindo
- 1974 : Santo y Blue Demon contra el doctor Frankenstein de Miguel M. Delgado
- 1975 : El Valle de los miserables de René Cardona
- 1975 : El Pequeño Robin Hood de René Cardona Jr.
- 1975 : Arde baby, arde de José Bolaños (sous le nom de George Russek)
- 1975 : Sangre derramada de Rafael Portillo (en)
- 1975 : Un mulato llamado Martín de Tito Davison
- 1976 : México, México, ra ra ra de Gustavo Alatriste
- 1976 : La gran aventura del Zorro de Raúl de Anda hijo
- 1976 : El Buscabullas de Raúl de Anda
- 1976 : Santo vs. las lobas de Rubén Galindo et Jaime Jiménez Pons (sous le nom de Jorge Rusek)
- 1976 : La Revanche d'un homme nommé Cheval (The Return of a Man Called Horse) d'Irvin Kershner
- 1976 : Juan Armenta, el repatriado de Fernando Durán Rojas
- 1976 : El Hombre del puente de Rafael Baledón
- 1976 : Longitud de guerra de Gonzalo Martínez Ortega
- 1976 : De todos modos Juan te llamas de Marcela Fernández Violante
- 1977 : Dinastía de la muerte de Raúl de Anda hijo, Ramón Obón et Rafael Villaseñor
- 1977 : Los Temibles d'Alfredo B. Crevenna
- 1977 : El Diabólico de Giovanni Korporaal
- 1978 : Tempestad de Fernando Durán Rojas
- 1978 : Carroña de Raúl de Anda hijo
- 1978 : Víbora caliente de Fernando Durán Rojas
- 1978 : Le Convoi (Convoy) de Sam Peckinpah
- 1978 : El Niño y el tiburón de Raúl de Anda hijo
- 1979 : Tigre de Rodolfo de Anda
- 1979 : Bloody Marlene d'Alberto Mariscal
- 1979 : Pasión por el peligro de Gilberto Martínez Solares
- 1979 : L'Étalon de guerre (Eagle's Wing) d'Anthony Harvey
- 1979 : Amor a la mexicana de Raúl de Anda hijo
- 1979 : En la cuerda del hambre de Gustavo Alatriste
- 1980 : Cabo Blanco de J. Lee Thompson
- 1980 : Ilegales y mojados d'Alfredo B. Crevenna
- 1980 : El Rey de los tahures de Rodolfo de Anda
- 1980 : Mírame con ojos pornográficos de Luis María Delgado
- 1980 : Emilio Varela vs Camelia la Texana de Rafael Portillo (en)
- 1981 : El Robo imposible de Rodolfo de Anda
- 1981 : Juan el enterrador d'Alfredo B. Crevenna
- 1981 : La Grande Zorro (Zorro, the Gay Blade) de Peter Medak
- 1981 : La Chèvre de Francis Veber
- 1982 : Porté disparu (Missing) de Costa-Gavras
- 1983 : Cazador de demonios de Gilberto de Anda
- 1983 : El vengador 30-06 de Fernando Durán Rojas
- 1983 : Le Consul honoraire (The Honorary Consul) de John Mackenzie
- 1984 : Encuentro con la muerte de Raúl de Anda hijo
- 1985 : El Padre Juan de Marcelino Aupart
- 1986 : Motín en la cárcel de Rodolfo de Anda
- 1986 : La Révolte des pendus (La Rebelión de los colgados) de Juan Luis Buñuel
- 1986 : Río de Oro de Rafael Portillo (en)
- 1986 : Tout va trop bien  (Miracles) de Jim Kouf
- 1988 : Vieja moralidad d'Orlando Merino et Orlando Merino Pereira
- 1988 : Los Plomeros y las ficheras de Víctor Manuel Castro
- 1988 : Domingo corrales de Mario Hernández
- 1988 : El Solitario indomable de José Luis Urquieta
- 1988 : Los Camaroneros
- 1989 : Cuento de Navidad de Sergio Olhovich
- 1989 : Rosa de dos aromas de Gilberto Gazcón
- 1989 : Permis de tuer (Licence to Kill) de John Glen
- 1990 : Funerales del terror d'Alberto Mariscal
- 1990 : La Zona del silencio de Rodolfo de Anda
- 1991 : Retén de Sergio Goyri
- 1991 : Como fui a enamorarme de ti de Sergio Olhovich
- 1991 : Nacidos para morir de René Cardona III
- 1991 : Bandidos (es) de Luis Estrada
- 1991 : Pecado original de Javier Durán
- 1991 : Highway Patrolman (El Patrullero) d'Alex Cox
- 1991 : Danger public (Pure Luck)
- 1992 : Asesinos de la frontera de José Luis Urquieta
- 1992 : Policía de homicidios d'Alejandro Todd
- 1992 : Ramiro Sierra de Rafael Pérez Grovas
- 1992 : Getrudis d'Ernesto Medina
- 1992 : La tumba del Atlantico de Rodolfo de Anda
- 1992 : Mina de Juan Carlos Colín
- 1993 : Halcones de la muerte - Espias mortales de Raymundo Calixto (sous le nom de Jorge Rossek)
- 1993 : Contrabando de esmeraldas d'Antonio de Anda
- 1993 : Odio, amor y muerte de Luis Quintanilla Rico
- 1993 : Reto a la ley d'Eduardo Martínez
- 1993 : La Ultima batalla de Juan Antonio de la Riva
- 1994 : El Alimento del miedo de Juan López Moctezuma
- 1994 : Muerte a la mafia
- 1994 : Una maestra con Angel de Juan Antonio de la Riva
- 1994 : En medio de la nada de Hugo Rodríguez (it)
- 1994 : Ámbar de Luis Estrada
- 1994 : Chilindrina en apuros de Juan Antonio de la Riva
- 1996 : El Chacal del puerto

## Télévision
- 1958 : Captain David Grief (saison 1, épisode 17 : Buried Treasure) de Stuart Heisler
- 1964 : México 1900 de Jesús Valero
- 1968 : Les Espions (I Spy) (saison 3, épisode 22 : Chasse gardée (The Name of the Game)) d'Earl Bellamy
- 1968 : Le Grand Chaparral (The High Chaparral) (saison 2, épisode 8 : North to Tucson)
- 1969 : Le Grand Chaparral (The High Chaparral) (saison 2, épisode 25 : The Lion Sleeps)
- 1977 : El Mexicano de René Cardona et Fernando Durán Rojas
- 1986 : La Gloria y el infierno de Gonzalo Martínez Ortega et Ernesto Medina
- 1986 : Pleasures de Sharron Miller
- 1986 : Oceans of Fire de Steve Carver
- 1988 : El Rincón de los prodigios
- 1990 : Días sin luna de Rafael Banquells
- 1990 : La Fuerza del amor de José Acosta Nava
- 1994 : Más allá del puente de Miguel Córcega et Monica Miguel
- 1995 : Mujer, casos de la vida real (saison 11, épisode 9 : Una lección de amor)
- 1996 : Cañaveral de pasiones de Claudio Reyes
- 1997 : Pueblo chico, infierno grande de Benjamín Cann
- 1998 : Huracán d'Alejandro Camacho, Claudio Reyes et Salvador Sánchez

## Documentaire
- 1993 : Memoria del cine mexicano d'Alejandro Pelayo

## Autres emplois

### Photographe de plateau
- 1991 : Highway Patrolman (El Patrullero) d'Alex Cox